# Жанто
Жанто (фр. Genthod) — громада  в Швейцарії в кантоні Женева.

## Географія
Громада розташована на відстані близько 125 км на південний захід від Берна, 8 км на північ від Женеви.
Жанто має площу 2,9 км², з яких на 54,8% дозволяється будівництво (житлове та будівництво доріг), 37% використовуються в сільськогосподарських цілях, 8,2% зайнято лісами, 0% не є продуктивними (річки, льодовики або гори).

## Демографія
2019 року в громаді мешкало 2840 осіб (+4,9% порівняно з 2010 роком), іноземців було 32,7%. Густота населення становила 990 осіб/км².
За віковим діапазоном населення розподілялося таким чином: 22,9% — особи молодші 20 років, 59,2% — особи у віці 20—64 років, 18% — особи у віці 65 років та старші. Було 918 помешкань (у середньому 3 особи в помешканні).
Із загальної кількості 860 працюючих 11 було зайнятих в первинному секторі, 367 — в обробній промисловості, 482 — в галузі послуг.